# جان پرسکات
جان پرسکات (انگلیسی: John Prescott; ۳۱ مهٔ ۱۹۳۸ – ۲۰ نوامبر ۲۰۲۴) سیاستمدار اهل بریتانیا بود. وی از ۲ مه ۱۹۹۷ تا ۲۷ ژوئن ۲۰۰۷ معاون نخست‌وزیر بریتانیا بود.
جان پرسکات در ۲۰ نوامبر ۲۰۲۴، در سن ۸۶ سالگی بر اثر بیماری آلزایمر درگذشت.